# Tityus munozi
Espèce
Tityus munozi est une espèce de scorpions de la famille des Buthidae.

## Distribution
Cette espèce est endémique de l'État de Rio de Janeiro au Brésil. Elle se rencontre sur l'île d'Itacuruçá.

## Étymologie
Cette espèce est nommée en l'honneur d'Arturo Muñoz-Cuevas.

## Publication originale
- Lourenço, 1997 : « À propos de deux nouvelles espèces de Tityus Koch du Brésil (Scorpiones, Buthidae). » Revue Arachnologique, vol. 12, no 5, p. 53-59.